# Hegedűs Ferenc (politikus)
Hegedűs Ferenc (Pest, 1857. április 14. – Budapest, 1909. szeptember 15.) magyar pénzügyminiszter.

## Élete
Jogi tanulmányainak befejezése után pénzügyi pályára lépett, Wekerle kormányzása idején bekerült a pénzügyminisztériumba, majd 1897-ben a közigazgatási bíróság ítélőbírája lett. 1906. március 6-tól április 8-ig Fejérváry-kormánynak pénzügyminisztere. 3 évvel később, 1909-ben hunyt el 53 évesen.